# Slaget ved Helsingborg (1710)
 For alternative betydninger, se Slaget ved Helsingborg. (Se også artikler, som begynder med Slaget ved Helsingborg)
I slaget ved Helsingborg 1710, den 28. februar efter svensk kalender, 10. marts efter dansk, besejrede den svenske feltherre Magnus Stenbock en dansk hær under Christian Ditlev Reventlow, som var gået i land i november 1709. Det blev det sidste slag i Skåne mellem danskere og svenskere.
Efter at svenskekongen Karl XII havde mistet hele sin hær ved Poltava, indgik den danske konge Frederik 4. en alliance med den russiske zar, Peter den Store. Den 28. oktober 1709 erklærede Danmark krig mod Sverige, og den 12. november landsatte danskerne 14.000 mand ved Råå udenfor Helsingborg. "Nu eller aldrig" stod der malet på de vogne, som den danske hær baksede ned på stranden efter at have gjort landgang. Helsingborg og Christianstad blev straks indtaget, Landscrone og Malmø belejret.
Skånes generalguvernør Magnus Stenbock valgte hurtigt at trække sig tilbage til Småland med sine styrker og reorganiserede sin hær, da danskerne i februar 1710 trængte ind i Skåne med en hær på 16.000 mand.
Uden for Helsingborg stod det slag, som blev afgørende for krigens udfald og Skånelandenes fremtid. Efter fire times kamp stod Magnus Stenbock som sejrherre, og rundt om ham lå 8.000 døde eller sårede, heraf 5.000 fra den danske hær.

## Baggrund
Kong Frederik IV levede med erindringen om sin faders (Christian Vs) mislykkede forsøg under den skånske krig (1675-79) på at genvinde de tabte landområder i Skåne, Halland og Blekinge. Den 28. juni 1709 indgik Sachsen og Danmark en forbundstraktat, hvori man aftalte, at de først skulle få til en aftale med Rusland, og der efter skulle Sachsen angribe svenskerne i Polen, mens Danmark skulle angribe Sverige fra Sjælland og Norge. Samme dato havde Karl 12. lidt et katastrofalt nederlag i Poltava i Ukraine, og hele den svenske hær gik tabt. Den svenske konge måtte flygte til Tyrkiet. Rusland var derfor ikke så afhængig af en stærk alliance med Danmark og Sachsen, men alligevel var den stærk nok til, at Danmark erklærede krig mod Sverige den 28. oktober 1709. Det skulle vise sig at være et forhastet skridt. Danmark var langt fra forberedt på en krig med hurtige manøvrer og manglede transportmidler for en hurtig overføring af tropper til Skåne. Man manglede også nødvendige midler for at understøtte og forsyne tropperne og manglede vigtige funktioner, som et belejringstræn for det holstenske belejringsartilleri. Dette ville have muliggjort erobring af Landskrona og Malmö.
Så snart hæren var overført til Råå, opstod der strid om hvordan, den skulle tilbringe vinteren. Stærke kræfter ville vente med at gå i offensiv til det følgende år. Andre, anført af den erfarne og yngre øverstkommanderende Christian Ditlev Reventlow, ønskede en mere aktiv rolle. Han var leder for ca. 14.000 soldater, men begyndte snart at klage over, at der ikke kom forsyninger eller forstærkninger. Der var mangel på midler til at styrke hæren, og da regeringen med Frederik IV ikke fulgte op med hjælp til hæren på den anden side af Øresund, begyndte denne at svækkes i ugerne fremover. Bedre blev det ikke af, at de bedste enheder var blevet udlejede til Storbritannien og Nederlandene i tjeneste for den berømte feltherre Marlborough. Kavaleriet alene var utilstrækkeligt for en mere offensiv krigspolitik.
Det tog lang tid at udruste større styrker, så det var ikke førend i januar 1710, at Reventlow kunne rykke øst over mod Kristianstad, som lå indenfor rækkevidde. Han sejrede i træfningen ved Fjälkinge den 23. januar 1710, han indtog byen og nåede frem til Kristianstad med 2.500 ryttere og dragoner, 4.000 infanterister og omkring 200 artillerister og ingeniører. For at sikre sin base og belejre Landskrona og Malmø holdt han et korps på 7.000 infanterister, 1.200 dragoner og 300 artillerister i reserve. Planen var at belejre Landskrona og Malmø, men han kunne imidlertid ikke nå frem til Karlskrona, hvor den svenske orlogsflåde lå indefrosset og ude av stand til at komme i sikkerhed. Han måtte i stedet vende opmærksomheden mod den general Magnus Stenbock, som truede med at rykke syd over fra Småland.
Stenbock kom til Växjö, der han kun modtog nyopsatte regimenter af rekrutter, som var ringe opøvede, dårligt udrustede og ofte uegnede til krigstjeneste. Det svenske rekrutteringssystem, "indelningsverket", fungerede udmærket og var med sin imponerende organisationsevne snart i stand til at udskrive nye regimenter med skarer af unge mænd fra den svenske almue. Men en ting var at tvangsudskrive unge, noget andet at gøre dem til soldater. Stenbock var indstillet på selv at træne dem og gennemføre øvelser ude på isen, men dette tog tid, og der opstod tvivl, om rekrutterne kunne tage kampen op med danskerne. Disse havde utvivlsomt flere bedre trænede soldater.
Redningen kom den 16. februar 1710, da generalmajor Christian Ludvig von Ascheberg ankom til hovedkvarteret i Osby med tre erfarne regimenter og flere supplerende styrker nordfra. Der havde de havde været uustationerede mod Norge allerede fra efteråret 1709 med officerer og mandskab, som havde deltaget lige siden før Poltava-slaget. Nordmændene havde ikke formået at holde på den svenske grænsestyrke, og den norske hærs manglende aktivitet skulle vise sig at få betydning for udfaldet af kampene. Med nye soldater var Stenbock nu i stand til at mobilisere ti infanteriregimenter, hvoraf syv nye, og ni kavaleriregimenter hvoraf fire nye. Det var en broget blanding af veltrænede og dårligt trænede soldater med et stort indslag af dårligt udrustede rekrutter af alle årgange.
Norges strategiske betydning som en anden front for at binde svenske styrker kunne ikke have været mere dramatisk demonstreret for de danske officerer. Den norske hær formåede ikke at løse denne opgave tilfredsstillende, fordi krigen var kommet for brat, således at den var dårligt forberedt. Mangel på forråd og udrustning gjorde det umuligt for den den norske hær at foretage så meget som et strejftog over grænsen. Stilstanden langs grænsen mod Norge gjorde, at Stenbock fik handlingsfrihed og kunne stole på, at hans hær ikke ville bryde sammen. Nu kunne han engagere danskerne med næsten 18 000 mand den 22. februar 1710.
Reventlow havde forstået, at Stenbock nærmede sig, så han fik hentet forstærkninger fra vestlige Skåne. Hans danske hærstyrke på 9.000 mand rykkede frem mod Almaåen mellem Helgeåen og Finjasjön ved byen Hässleholm, 40 km nordøst for Kristianstad og 30 km sydvest for Osby. Der observerede de på den modsatte side af Almaåen den svenske hær, som havde planlagt at rykke ind i Nordøstskåne mod Rönneån, omgå Reventlows højre flanke og afskære forbindelsen mellem Kristianstad og Helsingborg.
Reventlow besluttede efter at have overvejet sine strategiske valg at gå mod sydvest for at besætte det sydlige Skåne mellem Malmö og Landskrona i vest, Kristianstad i nordøst og Ystad i syd. Der kunne han rekvirere proviant fra befolkningen og holde ud i afventen på hjælp fra den dansk-norske orlogsflåde. Men svenskerne holdt de to vigtige byer i vest. Da den danske hær skulle bryde op, fik Reventlow melding om, at en dansk opklaringsstyrke på 200 ryttere var blevet slået under en træfning ved Hästveda af svenskerne, som havde opnået kontakt med Malmö og Landskrona.
Nyheden forvandlede situationen, således at Reventlow må måtte ændre sin plan og slå retræte vest over for at slutte sig til de danske styrker i Lund og ved Malmö. Forsyningsforholdene var nu bedre, fordi kongen igen havde fattet interesse for krigen, og forstærkninger var på vej. Reventlow ville nu vove et slag nord for Getingebro mod Lödde å eller Kävlingeån ved Lund for at købe sig tid bag en stærk forsvarsstilling.
Katastrofen kom uventet. Fordi forsyningssituationen var dårlig og soldaterne ikke havde fået anledning til at supplere sine magre madforråd eller skaffe sig udstyr til koldt og vådt vejr, var de sårbare for sygdomme som dysenteri eller i værste fald tyfus. Da våren var på vej, brød sygdom pludselig ud i soldaternes rækker. En af de syge var general Reventlow selv, som blev så dårlig, at han måtte overdrage ledelsen til ryttergeneral Jørgen Rantzau. Denne evnede ikke at bære ansvaret i en så vanskelig situation før et slag, som kunne ende galt. Rantzau vidste, at han kunne regne med at have Malmö i ryggen, og derfor ville han gå mod Helsingborg.
Den 28. februar 1710 rykkede Rantzau nord over gennem en flankemarch, som til hans held blev lidet forstyrret af Stenbock, som også ville have mere tid for at træne sine soldater. Stenbock var endvidere bekymret over meldinger om forstærkninger i Helsingborg og vidste, at han vanskeligt kunne stå imod to brohoveder. Reventlow havde planlagt ikke blot at vove et slag, men også holde stand ved Barsebäck, som havde forbindelse med orlogsflåden. Fra et strategisk perspektiv var det dristigt, men også gunstigt, eftersom Stenbock stod med en stor hær, som han ikke ville vove at lede i kamp uden sikkerhed for, at slaget ville give maksimalt udbytte. Hans opgave var at fordrive danskerne fra Skåne, og med tanke på tilstanden i hæren ville han have et eneste opgør. Rantzau gav dette til ham som en gave.
Rantzau var desuden kun en kavaleriofficer, så han forstod ikke behovet for at forstærke feltbefæstningerne foran den forskansede lejr ved Helsingborg. Ved ankomsten den 1. marts 1710 mente han, at moralen kunne blive svækket af at skjule sig bag feltbefæstninger. Omkring 14.000 soldater kunne blive sat i beredskab for et slag ved Helsingborg.
Stenbock var meget heldig, eftersom hæren som før talte 18.000 mand, nu havde problemer med at opretholde sine forsyningslinjer. Som under den skånske krig blev de dårligt udrustede soldater hurtigt revet bort af sygdom og sult. Mangel på disciplin førte til grusomme overgreb mod civilbefolkningen, som opdagede, at de svenske soldater, særlig de nye rekrutter, opførte sig som om de var i fjendeland. Reventlow havde hindret ham i at hente soldater, artilleri og forråd ved at stå indenfor rækkevidde af både Landskrona og Malmö, som begge var på svenske hænder. Stenbock havde behov for forstærkninger og forsyninger.

## Slagopstilling
Den 8. marts 1710 kom Stenbock til Fleninge ti kilometer nordøst for Helsingborg og slog lejr for natten. Det var en risikofyldt flankemarch, som kunne være endt galt hvis der var kommet et dansk angreb, men danskerne gjorde ingenting, mens svenskerne rykkede mod Fleninge og derfra mod nordøst forbi Helsingborg. Det var fordi terrænet foran Helsingborg mod vest var ufremkommeligt for en hær, med vådområder, dybe diger, stenhøjder og andre forhindringer. Bedre terræn lå mod nord, hvor en lille bæk lå mellem Pilshult og tre bakker, Ringstorpshøjden mod havet og Pålsjö med en dyb kløft, og to mindre bakker mod en mose inde i landet. Langs bækken lå flere moseområder.
Stenbock stillede sig i slagorden i to linjer mellem Pålsjöskog mod havet og mosen under Pilshult, men vidste ikke, at Rantzau havde stillet sin hær i en bred linje mellem Ringstorpshøjden mod bækken og en sø over Ladegårdsbakken foran Helsingborg vendt mod Kropp i tro på, at svenskerne ville angribe derfra over Ängelhomsvejen. I stedet var Stenbock kommet langt mod vest til Pilshult og kunne true danskernes venstre fløj, forankret på Ringstorpshøjden.

## Slaget
Ved kl. 11 om formiddag den 10. marts 1710 lettede morgentågen, og begge hære blev overraskede over at opdage modparten opstillet i slagorden hvor den var mindst ventet. Rantzau reagerede ved at sende artilleriet til Ringstorpshøjden og rykke ud fra forsvarspositioner i åbent terræn for at kunne afvente svenske manøvrerer. Stenbock kom hurtigt under stærk beskydning fra Ringstorpshøjden fra kl. 12.30, men i stedet for at gå til angreb, drejede han hæren om mod venstre og sendte sin venstre fløj frem under generalløjtnant Burenskiöld for at rykke øst om Drottninghøj mod danskernes højre flanke og ryg. Rantzau observerede det og gik til angreb med den danske højre fløj.
Ca. kl. 13 efter mindre end en time med artilleribeskydning og manøvrer på begge sider kastede den danske højre fløj sig under ledelse af Rantzau personligt over den svenske venstre fløj, som blev slået tilbage med store tab under hårde kampe. Danskerne tog elleve standarder, og den svenske generalløjtnant Burenskiöld blev taget til fange. Men dette var blot begyndelsen på det, som skulle udarte til et stort slagsmål mellem de svenske og danske ryttere. Stenbock havde flere kavalerister og kunne have vundet over den danske højre fløj, som havde fået forstærkninger med kavaleri fra den danske venstre fløj.
Rantzaus lidet overvejede handling ved at kaste sig ind i striden i spidsen for sine ryttere uden at være bevidst om sit ansvar som feltkommandant skulle få katastrofale konsekvenser, fordi infanteriet i centrum var efterladt til sig selv uden ordre eller instrukser. For ikke at miste kontakten med den danske højre fløj måtte infanteriet marchere et stykke videre og dreje til venstre i nordlig retning. De blev angrebet af svensk kavaleri, som kom ind mellem centrum og højre fløj, men holdt stand til de fik undsætning fra venstre fløj. Men manøvren og sammenstødet med det svenske kavaleri fik fatale konsekvenser, og der opstod huller i den danske slagorden.
Rantzau blev såret af et skud. Der opstod panik blandt de pressede ryttere, som pludselig var uden ledelse, da rygtet spredte sig om, at svenskerne var i færd med at omgå dem bag deres ryg. Den danske højre fløj gik i opløsning under flugt tilbage til Helsingborg ca. kl. 13.30 og tog kavaleriet fra den danske venstre fløj med sig.
Infanteriet i centrum fortsatte uden at få kontakt med sin højre fløj, som de troede fortsat var foran. Der opstod uorden i deres rækker; kun den første linje fortsatte fremrykningen, mens den andre linje ikke fulgte efter med regimentsartilleriet, som kunne have hjulpet de langt fremskudte infanterister, som nåede Berga. Så gik det svenske infanteri til angreb under slagråbet Med Guds och Jesu hjälp!. De danske infanteriofficerer mistede ikke fatningen men kastede spanske ryttere foran sig, så at de kunne sinke angrebet og skyde salver mod de fremrykkende svenske soldater. Under stor disciplin rykkede svenskerne frem, støttet af 34 feltkanoner som løsnede en salve på tredive skridts afstand, før de stormede mod den danske linje.
I mellemtiden havde kavaleriet på den svenske venstre fløj vendt om mod det danske center, som nu blev angrebet både i front og flanke og i ryggen. Dette udløste panik i de mest udsatte enheder, og derefter brød den danske slagorden fuldstændigt sammen. Men eliteregimenterne Livgarden og Grenaderkorpset holdt længe stand mod en knusende overlegenhed og kæmpede med en imponerende tapperhed og dødsforagt helt til at kun få overlevende fra Livgarden og Grenaderkorpset kunne undslippe. Svenskerne havde store vanskeligheder med at nedkæmpe disse regimenter og led store tab.
På den danske højre fløj ved Ringstorpshøjden holdt danskerne stand mod svenske angreb helt indtil, at de tilbageværende kavaleristyrker måtte trække sig bort fra de overlegne svenske rytterstyrker, som kunne tage artilleriet.
Først omkring kl. 14 til 15 om eftermiddagen trak det danske Grenaderkorps sig i ro og orden tilbage til Helsingborg. Undervejs kunne de let feje de svenske tropper til side, som forsøgte at nedkæmpe dem. Stenbock afbrød angrebet, før de svenske styrker kom i nærheden af byen med fæstningen. Han havde allerede vundet et vigtigt slag, som skulle afgøre kampen om herredømmet over Skåne.
|  |  |  |

## Tabene
Slaget havde kun varet i halvanden time, men det var særdeles blodigt, eftersom den danske hær mistede halvdelen af sine styrker med et tab på 7.600 mann, hvoraf 5.000 døde og sårede samt 2.600 fanger. Svenskerne havde lidt et tab på 3.000 døde og sårede. Over 8.000 af de 28.000 soldater var faldet under et af de blodigste slag mellem Danmark og Sverige. Desuden havde danskerne mistet hele artilleriet.

## Efterspillet
Stenbock ville afvente situationen, eftersom en storm af byen efter hans mening var uden for den svenske hærs kapacitet så kort tid efter det hårde slag. Han krævede kapitulation af den danske generalmajor Dewitz, men dette blev afvist. Danskerne var uden ledelse og i så stor uorden, at de ikke kunne genoptage kampen, og endvidere var de blevet afskåret fra resten af Skåne. Der var ikke noget andet at gøre end at trække sig over Øresund og tilbage til Sjælland i de næste dage frem til 15. marts 1710.
I mellemtiden ødelagde danskerne enhver militærudrustning, som de ikke kunne tage med sig for at undgå, at svenskerne skulle få dem, blandt andet forråd som de havde opbygget gennem flere måneder i forvejen gennem bidrag fra skåningene. Blandt andet blev over 5.000 heste dræbt og efterladt hvor som helst for at påføre befolkningen store plager. Da svenskerne til sidst rykkede ind i Helsingborg, blev de mødt af store ødelæggelser, og der lå hestekadavre overalt.
Hverken soldater eller indbyggere ville fjerne de døde heste, for det var alt for nedværdigende. Stenbock tog flere af bønderne og fiskerne som gidsler og truede med drab, hvis ikke de døde heste blev fjernet.
Den svenske sejr ved Helsingborg, eller "Stenbocksminnet" var i lang tid en af Sveriges største mindedage og blev i begyndelsen af 1900-tallet fejret med bl.a. militærparader i Helsingborg hvert år. På mindedagen sang de skånske skolebørn "Stenbocksvisor" i skolerne. Bl.a. sang de:
| Citat | Gref Magnus han tog uti hakan på mej: 'Se morsk ut, min påg, då springer dansken för dej!' Den muntre gref Magnus den liknar jag väl, Och ej vill jag hafva ett annat befäl. 'Stor sak', sad' han, 'om tröjan vår är hvit eller grå. Blott dansken blir bankad af oss guler och blå... | Citat |
|       | |       |

På trods af, at antallet af skåninger på den danske side i slaget var størst, hed det i den svenske propaganda, at flertallet af Stenbocks soldater var skåninger, "Måns Bock och hans skånska getapågar".
Slaget ved Helsingborg var et vigtigt opgør. Efter dette slag kom danskerne aldrig tilbage for at genvinde de tabte landområder, som fra nu af tilhørte Sverige. I eftertiden er der kommet flere forklaringer på svenskernes sejr. Den norske hær havde svigtet, den danske hær i Skåne var i mindretal og måtte trække sig tilbage fra det østlige Skåne. Svenskernes sejr skyldes også, at general Christian Ditlev Reventlow trak sig, og desuden fremstod Rantzau som en svag leder i kontrast til Stenbocks ledelse. Frederik IV havde heller ikke gjort nok for at tilføre ressourcer, som trods alt var til stede.